# 科馬里夫卡 (科別利亞基區)
49°11′23″N 34°15′43″E / 49.18972°N 34.26194°E
科馬里夫卡（烏克蘭語：Комарівка），是烏克蘭中部的村莊，隸屬波爾塔瓦州的波爾塔瓦區。該村距離庫斯托洛維庫希4.5公里，海拔高度69米，2001年人口141。